# Terry Owen
Leslie Terence Owen (sinh ngày 11 tháng 9 năm 1949) là một cựu cầu thủ bóng đá người Anh chơi như một tiền đạo. Ông là cha của cựu tiền đạo quốc tế người Anh Michael Owen.
Ông bắt đầu sự nghiệp của mình tại Everton, trước khi ký hợp đồng với Bradford City vào tháng 6 năm 1970. Ông đã được bán cho Chester trong tháng 6 năm 1972 với mức phí £ 1.000, và đưa câu lạc bộ thăng hạng ra khỏi Giải hạng tư trong mùa giải 1974-1975, cũng như sự xuất hiện bán kết trong League Cup và một lần vào Vòng 5 ở Cúp FA. Ông gia nhập Rochdale qua Cambridge United vào năm 1977, trước khi chuyển đến Port Vale năm 1979. Năm sau, ông tham gia vào giải đấu không liên minh với Northwich Victoria, Oswestry Town, Colwyn Bay, Caernarfon Town, và Prestatyn Town.